# Werktaal
Een werktaal is een taal die binnen een supranationaal bedrijf, gemeenschap, staat of andersoortig orgaan of organisatie als primair middel voor communicatie wordt gebruikt. Het is daarbij de belangrijkste taal van het dagelijks gesprek en correspondentie, aangezien de organisatie vaak leden heeft met een verschillende taalachtergrond.
De meeste internationale organisaties hebben werktalen voor hun organen. Zo was het Frans de enige werktaal van de Europese Unie tot in 1995. Een werktaal is echter niet hetzelfde als een officiële taal. 

## Voorbeelden
- Verenigde Naties (VN): Arabisch, Chinees, Engels, Frans, Russisch en Spaans;
- Europese Unie (EU): Duits, Engels en Frans;
- Raad van Europa : Engels en Frans;
- Noord-Atlantische Verdragsorganisatie (Navo): Engels en Frans;
- Sjanghai Samenwerkingsorganisatie (SSO): Chinees en Russisch;
- Fédération Internationale de Football Association (FIFA): Duits, Engels en Frans;
- Oost-Timor: Engels en Indonesisch;
- Eritrea: Arabisch, Engels en Tigrinya;